# Салах Ларбес
Салах Ларбес (араб. صالح لرباس, 16 вересня 1952, Бірхадем — 26 лютого 2024) — алжирський футболіст, що грав на позиції нападника.
Виступав, зокрема, за «Кабілію», де провів більшу частину кар'єри, а також національну збірну Алжиру.

## Клубна кар'єра
У дорослому футболі дебютував 1968 року виступами за «КС Дуане», в якій провів два сезони, після чого провів ще один матч за «НР Траво Публік».
1971 року перейшов до клубу «Кабілія», за яку відіграв 16 сезонів, вигравши за цей час вісім чемпіонств, два національних кубка, а також Кубок африканських чемпіонів 1981 року. Завершив професійну кар'єру футболіста виступами за «Кабілію» у 1987 році.

## Виступи за збірні
1980 року захищав кольори олімпійської збірної Алжиру. У складі цієї команди провів 4 матчі на Олімпійських іграх 1980 року у Москві, дійшовши з командою до чвертьфіналу.
1980 року дебютував в офіційних матчах у складі національної збірної Алжиру.
У складі збірної був учасником чемпіонату світу 1982 року в Іспанії. У першому матчі Алжиру на турнірі проти збірної ФРН Ларбес замінив Рабаха Маджера на 88-й хвилині, другий матч проти Австрії Ларбес провів на лавці запасних, в останній же грі із Чилі Ларбес вийшов у стартовому складі, провівши на полі всі 90 хвилин. Також у складі збірної став фіналістом Кубка африканських націй 1980 року у Нігерії та півфіналістом Кубка африканських націй 1982 року.
Протягом кар'єри у національній команді, яка тривала усього 3 роки, провів у формі головної команди країни 27 матчів.

## Титули і досягнення
- Чемпіон Алжиру: 1973, 1974, 1977, 1980, 1982, 1983, 1985, 1986
- Володар Кубка Алжиру: 1977, 1986
- Володар Кубка африканських чемпіонів: 1981
- Срібний призер Кубка африканських націй: 1980